# Blepephaeus bangalorensis
Blepephaeus bangalorensis är en skalbaggsart som beskrevs av Stefan von Breuning 1958. Blepephaeus bangalorensis ingår i släktet Blepephaeus och familjen långhorningar. Inga underarter finns listade.